# В джазе только девушки
«В джа́зе то́лько де́вушки» (англ. Some Like It Hot, досл.: «Не́которые лю́бят погоряче́е») — американский чёрно-белый фильм 1959 года в жанре музыкальной комедии, поставленный режиссёром, сценаристом и продюсером Билли Уайлдером. Это одна из центральных работ режиссёра и вторая его картина, созданная в тандеме со сценаристом Изи Даймондом. Главные роли исполнили Мэрилин Монро, Тони Кёртис и Джек Леммон. Сценарий основан на французском фильме Ришара Поттье «Любовные фанфары» 1935 года и его ремейке «Фанфары любви» 1951 года, снятого Куртом Хоффманом в ФРГ. Действие картины разворачивается в США во времена сухого закона, сюжет сосредоточен на приключениях двух музыкантов, вынужденных скрываться в женском обличье от преследующих их гангстеров.
Кинокомедия «В джазе только девушки» стала важной вехой при переходе от студийной системы к системе независимого продюсирования. В сценарии имели место весьма вольные с точки зрения морали 1950-х годов реплики героев и повороты сюжета. Из-за сексуального подтекста фильма органы цензуры отметили, что он не соответствует традиционным нормам нравственности. Тем не менее лента попала в широкий прокат, и с её выходом на экраны ассоциируется постепенный отказ от кодекса этики Голливуда. Фильм получил преимущественно положительные отзывы от кинокритиков и был признан специалистами одной из лучших комедий за всю историю американского кино. Вольное смешение жанров и пародии на довоенные гангстерские фильмы были встречены с восторгом. Похвалы также удостоились сценарий, режиссура и игра всего актёрского состава. Критики среди недостатков отметили излишнюю эпатажность и ненатуральность сюжета. В ходе работы над кинокартиной исполнительница главной роли Мэрилин Монро пережила серьёзный психологический кризис, попав в больницу после попытки самоубийства. Из-за этого производство фильма задержалось примерно на 15—18 дней, и произошёл значительный перерасход бюджета. Тем не менее сборы фильма намного превзошли затраты: при бюджете в 2,8 миллионов долларов он собрал только в Северной Америке около 7 миллионов долларов.
После этой ленты началось успешное многолетнее сотрудничество Джека Леммона с Билли Уайлдером. Фильм получил премию «Оскар» и три премии «Золотой глобус». Американский институт киноискусства назвал его лучшей комедией всех времён США. Песни, исполненные в фильме — в частности «I Wanna Be Loved by You» — приобрели культовый статус, а фразы героев вошли в разговорный английский язык.

## Сюжет
Чикаго, зима 1929 года, времена сухого закона. Детектив полиции по наводке информатора закрывает подпольное распивочное заведение, принадлежащее боссу мафии Коломбо и замаскированное под похоронное бюро. Двое выступавших в этом заведении музыкантов — саксофонист Джо и контрабасист Джерри — благоразумно успевают покинуть это место, но, проиграв последние деньги на собачьих бегах, в одночасье оказываются и без денег, и без работы. Самого же информатора вместе с его приятелями Коломбо и его люди расстреливают в гараже, где тот работает. Музыканты, случайно оказавшиеся в этом же гараже, становятся ненужными свидетелями. Чудом скрывшись, Джо и Джерри решают бежать из Чикаго. Они переодеваются в девушек, устраиваются в женский оркестр, который едет во Флориду, и называют себя Джозефина и Дафна.
В поезде Дафна-Джерри получает открытое удовольствие от их двусмысленного положения, а Джозефина-Джо призывает его держать себя в руках. Они знакомятся с солисткой оркестра Душечкой, которая, как и остальные музыкантши, тайком выпивает, но по невезению единственная из всех попадается. Дафна прикрывает Душечку, когда её снова ловят за выпивкой и грозят выгнать на первой же станции. Ночью Душечка заглядывает на полку к Дафне и благодарит её за помощь. Дафна предлагает ей выпить и обещает некий «сюрприз», но случайно просыпается весь оркестр, и другие девушки тоже собираются на полке раздосадованной Дафны. Растерянная Джозефина, не в состоянии что-то сделать, помогает Душечке расколоть в туалете лёд для коктейлей. Душечка рассказывает, что раньше она работала в мужских оркестрах и всё время влюблялась в саксофонистов, каждый из которых неизменно занимал у неё деньги, тратил их на бега и на других девушек, а затем неожиданно бросал её. Теперь, в женском оркестре, она надеется добраться до Флориды и выйти замуж за миллионера, но обязательно порядочного. У Джо просыпаются чувства к Душечке, и он решает приударить за ней, несмотря на то, что он сам раньше был ловеласом и транжирой.
Оркестр размещается в отеле, постояльцы которого весьма состоятельны, а некоторые ещё и немолоды. Днём музыкантши могут отдыхать, а вечером они должны выступать перед публикой. Джерри замечает, что Джо сближается с Душечкой, и возмущённо напоминает о его собственных словах насчёт осторожности. Используя одежду администратора оркестра, Джо появляется перед Душечкой на пляже в выдуманном образе наследника нефтяной компании. Приняв камуфляж Джо за чистую монету, Душечка также выдаёт себя за светскую львицу, и они оба начинают испытывать взаимную симпатию. Поняв, что Джо разыгрывает спектакль, Джерри отчитывает его за очередной обман в отношениях с девушкой. В это же время к нему самому в обличии Дафны проявляет интерес пожилой, но в то же время обаятельный и обходительный миллионер Осгуд Филдинг-третий. Выдав яхту Осгуда за свою и заставив Джерри задержать самого Осгуда на берегу, Джо приглашает туда Душечку. Не подозревая обмана, Душечка отправляется на яхту, где «излечивает» своего кавалера от притворной «неспособности любить», которая якобы появилась у него после трагической гибели возлюбленной и не поддавалась лечению ни одного из известных врачей. Параллельно на берегу Осгуд делает Дафне-Джерри предложение руки и сердца и дарит ей драгоценный браслет с бриллиантами. Джерри принимает предложение, рассчитывая на скорый развод по понятной причине и на последующие пожизненные алименты.
На следующее утро в отеле начинается «Съезд любителей итальянской оперы», но на самом деле это сходка мафии. Чикагский детектив полиции прекрасно понимает, что к чему, и приезжает сюда «на случай, если кто-нибудь захочет спеть». Здесь присутствует и Коломбо со своими людьми. Джо и Джерри, увидев их, мгновенно собираются бежать от снова свалившейся на их голову опасности. Однако друзей замечает Коломбо и по лицам, а затем и по пулевым отверстиям на контрабасе догадывается о подлинной личине двух музыкантш. Из своего номера Джо звонит Душечке, представившись её возлюбленным-миллионером, и сообщает о невозможности продолжать отношения по случаю его отъезда навсегда. В качестве последнего подарка он отправляет ей браслет, подаренный Джерри Осгудом. Спасаясь от погони, Джо и Джерри случайно попадают на собрание мафии, где спрятавшийся в торте автоматчик расстреливает Коломбо с его людьми — за разборки в Чикаго, наделавшие шуму, и упущение двух свидетелей. Джо и Джерри покидают своё укрытие и вновь убегают. Глава мафии отдаёт приказ поймать их, но вовремя появившийся детектив арестовывает всех присутствующих.
Друзья решают прибегнуть к помощи жениха Джерри. Джо успевает подарить безутешной Душечке последний поцелуй, и она, всё осознав, бросает оркестр прямо во время выступления на сцене и следует за ним. Беглецы уплывают на моторной лодке Осгуда. Джо извиняется перед Душечкой за ложь и уговаривает её не связываться с очередным саксофонистом, а вернуться на берег и найти хорошего миллионера, но Душечке теперь всё равно, и она остаётся с любимым человеком. Джерри в это время тщетно пытается объяснить Осгуду, что их брак состояться не может. Исчерпав все весомые аргументы, он срывает с головы парик и объявляет, что он мужчина. Однако Осгуд на это невозмутимо отвечает: «У каждого свои недостатки».
| - Мэрилин Монро — Дана «Душечка» Ковальчик - Тони Кёртис — Джо / Джозефина (женский голос дублировал Пол Фриз) - Джек Леммон — Джерри / Дафна - Джордж Рафт — Коломбо «Белые Гетры» - Пэт О’Брайен — Маллиган, детектив - Джо Э. Браун — Осгуд Филдинг III - Нехемия Персофф — «Маленький Бонапарт», глава мафии - Джоан Шоли — Красотка Сью, дирижёр оркестра - Билли Грэй — Сиг Полякофф, музыкальный менеджер - Джордж Э. Стоун — Чарли «Зубочистка», осведомитель - Дэйв Барри — Бинсток, администратор - Беверли Уиллс — Долорес, соседка Душечки в отеле - Майк Мазурки — гангстер в свите Коломбо В титрах не указаны - Тито Вуоло — Моцарелла - Лори Митчелл — Мэри Лу - Том Кеннеди — вышибала | - сценарист — И. А. Л. Даймонд, Билли Уайлдер - продюсер — И. А. Л. Даймонд, Билли Уайлдер, Доан Харрисон - режиссёр — Билли Уайлдер - композитор — Адольф Дойч - оператор-постановщик — Чарльз Лэнг - монтажёр — Артур П. Шмидт - подбор актёров — Фил Бенджамин - художник-постановщик — Тед Хейворт - декоратор — Эдвард Джи Бойл - костюмер — Орри-Келли - гримёр — Эмили Лавин - постановщик спецэффектов — Милт Райс, Дэниел Хайес - звукооператор — Фред Лау |

## Создание

### Предыстория
«Какой бы смысл вы ни нашли в моих картинах, это туда попало вроде как контрабандой, ну — как бы принесено тайком».
В кинематографе США вплоть до 1950-х годов доминировала студийная система (англ. house style). Студиям принадлежали все производственные мощности (техника, павильоны, декорации), и они специализировались каждая в своём жанре: вестерне, гангстерском фильме, мюзикле и так далее. Кинозвёзды в рамках такой вертикали были связаны с «большой шестёркой» жёсткими контрактными обязательствами. Характерным для времени 1930—1950-х гг. было следование этическому кодексу Хейса, строго оговаривавшему рамки допустимой экранной морали.
В середине 1950-х гг. в кинопроизводстве США начались глобальные перемены: на смену системе студийной стала приходить система независимого производства или, как её называли, package-unit system. Под конкретный фильм формировался «пакет» из наиболее подходящих исполнителей и специалистов. Одним из первых примеров подобного подхода стал фильм «Молодые львы». Представителем нового поколения независимого продюсирования стала компания Mirisch Brothers, образованная в 1957 году. Её основатели братья Мириш не владели кинопавильонами и декорациями, а брали их в аренду на время съёмок. Кинозвёзд, равно как и весь персонал, нанимали разово для каждой новой картины в качестве фрилансеров. Звёзды теперь могли договориться получать не фиксированную сумму, но процент от сборов картины и, таким образом, их доходы резко возрастали.
К 1958 году Билли Уайлдер стал одним из ведущих режиссёров страны, будучи и «свободным агентом». Очередной контракт он и его компания Ashton Productions подписали с Mirisch Brothers. Последние фильмы Уайлдера имели переменный успех. «Дух Сент-Луиса» и «Любовь после полудня» (спродюсированная Mirisch Brothers) были хорошо приняты критиками, но не принесли прибыли. Вышедший в конце 1957 года «Свидетель обвинения» заработал достаточное количество денег и подтвердил статус Уайлдера как коммерческого режиссёра.

### Сценарий

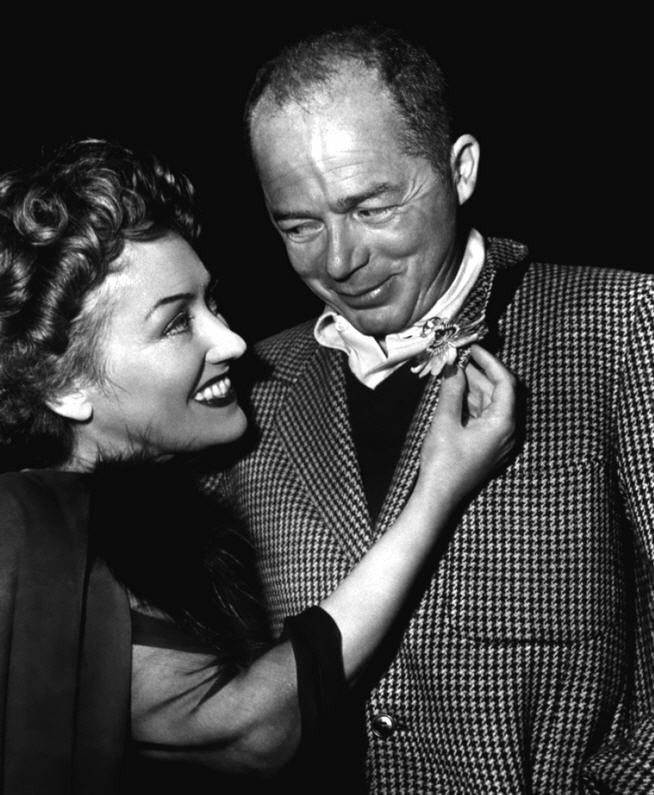
Билли Уайлдер и Глория Свенсон (1950-е годы)

Выходцы из Восточной Европы Билли Уайлдер и Изи Даймонд познакомились в 1955 году. В 1957 году после окончания работы над первой совместной работой, картиной «Любовь после полудня», они начали следующий проект. Постепенное отмирание студийной системы сказывалось на настроении соавторов. Уайлдер вспоминал в интервью, какие у него были проблемы в картине «Зуд седьмого года», в которой из-за цензуры он так и не смог выразить задуманное. Здесь же продюсерами братьями Мириш был предоставлен режиссёру карт-бланш. Уайлдер вспоминал: «Они только спросили меня, какое будет название картины, про что она будет, и кто в ней будет играть. О большей свободе нельзя было и мечтать. В прежние времена я был обязан писать сценарий под Кэри Гранта или Роберта Хаттона». Теперь вопросы были только в том, свободен ли подходящий актёр, и устраивает ли его предложение.
Весной 1957 года Уайлдер встретился со своим давним знакомым Робертом Тёреном (нем. Robert Thoeren). Он предложил Уайлдеру создать сценарий по мотивам своего старого фильма. Речь шла о довоенной французской музыкальной комедии «Фанфары любви» («Fanfare d’amour») и её немецкой адаптации 1951 года. В Германии картина была настолько популярна, что в 1953 году было выпущено её продолжение «Fanfaren der Ehe». В сюжете рассказывалось о двух актёрах, меняющих внешность и, по ходу действия, переодевающихся женщинами. Уайлдер заказал копию картины 1951 года, чтобы лучше с ней познакомиться и решить возможный вопрос с авторскими правами. «Фанфары любви» сложно было отнести к шедеврам жанра. Уайлдер назвал картину «третьеклассной и неописуемо ужасной», но в сюжете было как раз то, что он искал. Уайлдер приобрёл 10-летний опцион на сценарий за 27 500 долларов. В титры будущей американской комедии вошли как авторы истории Роберт Тёрен и Михаель Логан: сценаристы фильма 1951 года.
В июне 1957 года «Любовь после полудня» была выпущена в прокат, и команда полностью переключилась на написание нового сценария. В первом варианте действие происходило в современности. Даймонд и Уайлдер сразу заспорили по поводу того, как аудитория воспримет преображение мужчин в женщин. Изи Даймонд вспомнил о комедии «Тётушка Чарли» 1941 года по знаменитому английскому фарсу «Тётка Чарлея» (1892). Картина 1941 года была тепло принята публикой, имела хороший прокат, и, следовательно, проект мог привлечь зрителя.

Кадр из фильма «Fanfare d’amour»

В январе 1958 года большая часть сценария была написана. Завязка сюжета не вызывала сомнений, но логичную концовку удалось найти не сразу. Двое мужчин-музыкантов в поисках работы, изменив внешность, попадают в женский ансамбль. Один из них влюбляется в солистку ансамбля и некоторое время скрывает от неё, что он мужчина. Сценаристы не сразу нашли, как должен был развиваться сюжет, ведь логичным было бы перед девушкой сразу открыться. Именно тогда-то и возник сюжетный ход с гангстерами, преследующими музыкантов. Действие было решено перенести из современности в 1920-е годы. В сценарии нашли отражение события времён «сухого закона», известные как бойня в День святого Валентина. Появилось немало ссылок на фильмы 1930-х. Так, например, персонаж Маленький Бонапарт — аллюзия на фильм «Маленький Цезарь». На сценарий также повлияли и некоторые реальные события: с февраля по июль 1958-го прошла забастовка музыкантов Голливуда, что проявилось в тексте в виде сцены посещения главными героями агентства Полякова. В целом, сценарий получился по тем временам весьма рискованным и идущим вразрез с привычными для публики представлениями. Когда Дэвид Селзник услышал о стрельбе и трупах в музыкальной комедии, он тут же попытался отговорить коллег от съёмок, предсказав фильму провал. Впрочем, сценаристы к его совету не прислушались и сделали всё по-своему. Уайлдер возразил и пообещал знаменитому продюсеру, что авторы фильма будут «очень деликатны и осторожны» в показе жестоких сцен, но он действительно будет происходить на фоне бойни в День святого Валентина: «Мы добавили немного комедии, и поэтому это все проглотили, потому что уже меня знали. Когда эти двое парней, Леммон и Кёртис, играют на сцене на своих инструментах, мы создаём настроение, которое позволило нам пролить немного крови».
Рабочим названием картины было Not Tonight, Josephine! («Не сегодня, Джозефина»), реминисценция названия вышедшего двумя годами ранее сингла Джонни Рея «Yes Tonight Josephine». Вариант «Some Like It Hot» предложил Даймонд, взяв фразу из реплики героя картины (по другой версии, она была добавлена уже после возникновения названия фильма). 1920-е годы — это времена расцвета джаза, и выражение hot (в смысле «зажигательной» мелодии) звучало очень удачно. В американском прокате в 1939 году уже шла музыкальная картина с таким названием, но сценаристы решили, что у них не будет проблем с авторскими правами. Кроме того, предыдущий фильм с такими словами, что и комедия Уайлдера, тоже снимался на Paramount Pictures, и поэтому Даймонд решил остановиться на таком названии. После примерно года работы черновик сценария был завершён в мае 1958 года. К началу съёмок был готов второй вариант сценария, который содержал две трети всего материала фильма. Последняя треть сценария дописывалась уже по ходу съёмок, что являлось обычной практикой для Уайлдера. Окончательный вариант сценария составил 156 страниц.

### Подбор актёров
Весной 1958 года, когда работа над сценарием подходила к концу, начался подбор актёров. Уайлдер уже имел совершенно чёткое представление о будущей работе. Она задумывалась как картина высшей категории, без компромиссов. Продюсеры собирались сделать ставку на звёзд первой величины с тем, чтобы полностью застраховаться от проблем с восприятием картины публикой и прокатом.
В ходе своей работы сценаристы ориентировались на образы актёров Дэнни Кей и Боба Хоупа — ведущих американских комедийных исполнителей 1950-х, но затем мнение поменялось: Уайлдер сделал выбор в пользу более молодых. Первым в поле его зрения попал уже известный в Голливуде Тони Кёртис. Уайлдеру он запомнился по роли в «Сладком запахе успеха». Первым был подписан контракт с Кёртисом, причём, по мнению Уайлдера он мог сыграть любую из двух заглавных мужских ролей. Братья Мириш считали, что на роль Джо-Джозефины подошёл бы Фрэнк Синатра. Уайлдеру эта затея не нравилась (поскольку Синатра был известен своим сложным характером), но сам актёр однако не посчитал нужным даже откликнуться на предложение. Рассматривались варианты с Эдди Кантором, Джеком Бенни и другими. Джека Леммона режиссёр присмотрел по его роли в фильме «Операция „Безумная вечеринка“». Режиссёр заранее предупредил, что большую часть фильма придётся ходить в женском платье, но Леммон принял предложение немедленно. Правда, режиссёру пришлось выдержать некоторое давление со стороны будущего дистрибютера United Artists: там считали Леммона «не настолько большой звездой», но кандидатуру Джека он всё-таки отстоял. На пробы Леммона и Кёртиса ушло два дня, и за это время Уайлдер понял, что «женщины» из них получаются «сносные».
Главная женская роль была самым ответственным и, в то же время, самым слабым звеном проекта. На роль Душечки рассматривались кандидатуры Митци Гейнор, Одри Хепбёрн, Элизабет Тейлор. Все они не устроили продюсеров по причине несоответствия образу или отсутствия вокальных способностей.
В апреле 1958 года Уайлдер получил письмо от Мэрилин Монро. На тот момент актриса уже почти два года нигде не снималась и, узнав о намечающихся съёмках, выразила заинтересованность в новой работе. Уайлдер перед этим имел не самый удачный опыт работы с Мэрилин в картине «Зуд седьмого года». Капризы актрисы привели тогда к срыву съёмочного графика, но режиссёр понимал, что коммерческий успех картины мог быть связан именно с личностью Монро. Уайлдер предложил Монро роль Душечки и выслал ей пятистраничный набросок роли. Мэрилин после первого прочтения текста осталась очень недовольна. У актрисы были другие интересные предложения от Fox и MGM, и она колебалась. Её совершенно не устраивало сложившееся для неё экранное амплуа, а тут ей снова предлагали роль «тупой блондинки». «Героиня даже не может отличить мужчину от женщины», — комментировала она своего персонажа. С 1955 года актриса посещала занятия по актёрскому мастерству и была, как она считала, готова к более сложным ролям.
В конце концов, на актрису повлиял её супруг Артур Миллер. Прочитав сценарий, знаменитый драматург оценил качество текста и убедил Мэрилин в том, что всё в порядке: ведь остальные персонажи тоже не могут опознать мужчин в женщинах. Фильм мог оказаться вполне успешным. Кроме того, супруги очень нуждались в деньгах, а новый контракт позволял не просто рассчитывать на фиксированный гонорар, но и на процент от проката. Это стало последним аргументом. В итоге, 28 апреля 1958 года Монро подписала контракт на участие в фильме.
Время и место действия будущего фильма (Чикаго, 1929 год) повлияли на решение по выбору актёров второго плана. Джордж Рафт и Пат О’Брайен были известными исполнителями ролей в гангстерских фильмах 1940-х годов. К концу 1950-х их популярность уже сошла на нет, но аудитория очень хорошо их помнила. Для американской публики они были практически нарицательными героями: Рафт (гангстер) и Пат О’Брайен (полицейский), и это удачно сочеталось с пародийным началом картины. Уайлдер очень хотел увидеть в фильме в роли Маленького Наполеона своего давнего знакомого Эдварда Г. Робинсона, канонического исполнителя криминальных авторитетов, но не смог с ним договориться. Вместо него в картине сыграл его сын Робинсон-младший. Роль Наполеона досталась известному телевизионному актёру Нехемии Персоффу. Для типажей второго плана Уайлдер подобрал ярких характерных актёров. На роль эксцентричного Осгуда Филдинга выбрали актёра Джо Эванса Брауна, также известного по работам 1930-х годов, в частности, по картине «Элмер Великий». Лидером женского джаз-оркестра «Sweet Sue’s Society Syncopators» стала актриса Джоан Шоли.
Мэрилин Монро 300 тыс $ + 10 % от проката
Джек Леммон 100 тыс $
Тони Кёртис 100 тыс $ + 5 % от проката
Билли Уайлдер 200 тыс $ + 18 % от проката
Изи Даймонд 60 тыс $
Будущее проекта было тесно связано с актёрским агентством MCA, одной из наиболее авторитетных компаний по поиску талантов в американской киноиндустрии. MCA связывали хорошие партнёрские отношения с Mirisch Corporation. С другой стороны, большинство голливудских звёзд были клиентами агентства. Сама MCA работала ещё в условиях студийной системы. Мэрилин Монро имела на тот момент контракт с Fox, Джек Леммон с Columbia. Джордж Рафт и Пат О’Брайен «принадлежали» студии Warner Bros., специализировавшейся на гангстерских сагах. И только Тони Кёртис вместе с супругой Джанет Ли уже успел организовать собственную компанию и был независимым агентом. Фильм «В джазе только девушки» благодаря усилиям MCA стал одним из первых примеров package-unit system, когда удалось собрать команду, которая могла снять столь разноплановую картину: смесь музыкальной комедии и гангстерского боевика.

### Подготовка к съёмкам
Со студией Fox контракт Мэрилин Монро гласил, чтобы она снималась только в цветных картинах. По требованию актрисы Уайлдер сделал несколько проб на цветную плёнку, хотя он уже принял решение снимать чёрно-белую картину. Уайлдер вообще не любил цветное кино, и новую картину они со сценаристом Даймондом хотели стилизовать под довоенные гангстерские фильмы, где чёрно-белая гамма смотрелась гораздо более уместно. Монро режиссёр сообщил, что мужчины, загримированные под женщин, в цвете выглядят, как «двое размалёванных геев». Просмотрев пробы, Монро была вынуждена с мнением Уайлдера согласиться.

Джек Леммон и Тони Кёртис. Цветные пробы к картине

Примерно за месяц до старта съёмок, на этапе пре-продакшн, актёры начали вживаться в образ женщин, им стали подбирать грим и костюмы. Кинокомпания специально наняла известного женского имперсонатора Барбет, чтобы дать актёрам уроки: как естественно носить платье, ходить на каблуках, обрести женскую походку и жесты. У Тони Кёртиса занятия сразу пошли успешно, хотя внутренне он чувствовал себя очень скованным. Тони пытался ориентироваться на образ Грейс Келли и даже не старался выглядеть смешным. Леммон, в отличие от него, не чувствовал никакой неловкости от женского платья и макияжа. Он совершенно свободно разгуливал в таком виде по киностудии и вёл себя так, будто носил платье всю жизнь. Однако попытки научить Леммона выглядеть женщиной оказались безуспешны: сдавшись, преподаватель покинул съёмки через три дня. Пришлось пойти на компромисс, и в результате образ Дафны он создал как несколько карикатурный и неловкий. С другой стороны, во время работы над озвучкой ролей Кёртис так и не смог убедительно изобразить высокий голос, и его речь в женской части роли дублировал известный профессиональный актёр озвучивания Пол Фриз, тогда как Леммон свою роль сумел озвучить самостоятельно.
Кёртис, работавший в молодости в модном ателье, остался совершенно недоволен женскими платьями, которые им подобрали костюмеры. Они не подходили по фасону, и необходимо было специально сшить платья заново под мужскую фигуру. Кёртис обратился к Уайлдеру с вопросом, кто шьёт платья для Монро. Как выяснилось, им был известный модельер Орри-Келли. Тони после этого настоял на том, чтобы Орри-Келли создал платья и для них с Джеком. Фасон без талии, с длинными рукавами смотрелся намного лучше, и только тогда актёр остался удовлетворён.
Результаты перевоплощения Уайлдер оценивал с сомнением. Джек Леммон решил, что окончательным экзаменом для актёров станет посещение женского туалета киностудии. Результаты были не особенно успешными: актёров узнавали и в женском облике, но Кёртис после проверки приобрёл необходимую уверенность. Актёры ещё раз показались Уайлдеру, и он согласился с результатами, сказав: «Ладно, больше ничего не меняйте». Кёртис и Леммон изображали женщин неидеально, но режиссёр согласился с тем, что это вполне приемлемо: некоторая неловкость и должна быть у мужчин, притворяющихся женщинами, что только усиливает комический эффект.

Я поймал себя на том, что думаю как женщина. Билли, полагаю, понимал то, что перевоплощение в женщину будет иметь подобный эффект. Я довольно восприимчив к ролям, которые я играю. Я обнаружил, что беспокоюсь о безопасности, совсем как Дафна.
Оригинальный текст (англ.)"I found myself thinking like a woman. I think Billy understood all that, that dressing like a woman would have that effect. I am particularly susceptible to parts I play. I found myself starting to worry about having security, just like Daphne 
— Джек Леммон
Каждый съёмочный день, когда актёрам необходимо было изображать женщин, они прибывали на студию для грима примерно в 5:30 утра с тем, чтобы примерно к 10:00 быть готовыми к съёмкам. Целый день работы на высоких каблуках нагружал непривычные ноги до того, что в перерывах актёры опускали их для облегчения боли.
Впрочем, актёрам пришлось обучаться и другому искусству. Леммон и Кёртис занимались музыкой, осваивали игру на контрабасе и саксофоне с помощью Мэтти Малнека, одного из исполнителей и аранжировщиков картины. Джордж Рафт, в молодости профессиональный танцор, давал уроки танго Леммону и Джо Э. Брауну для сцены их свидания в ресторане.

### Съёмки

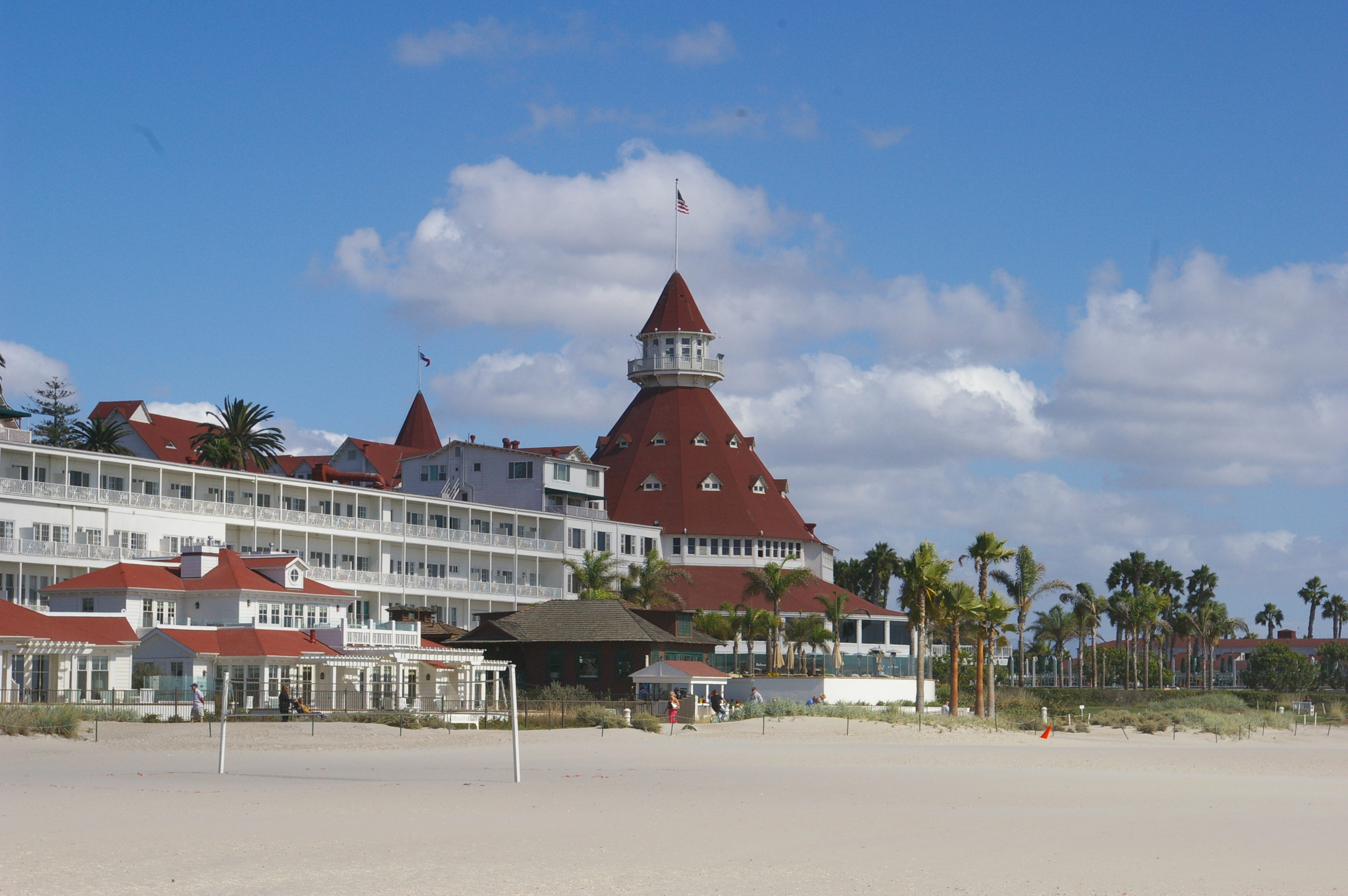
Отель «Дель Коронадо» и его пляж

Съёмки картины прошли с 4 августа по 6 ноября 1958 года. Mirisch Corporation для съёмок сняла студию Samuel Goldwyn Studio. Пейзаж для картины нашли в Калифорнии, в районе округа Сан-Диего. В качестве отеля Seminole — Ritz hotel в Майами, был использован отель «Дель Коронадо» (Hotel del Coronado) и его пляж. События внутри гостиницы, впрочем, были полностью отсняты в павильоне.
Самой первой сценой фильма, снятой 4 августа 1958 года, стал эпизод отправления поезда с вокзала Чикаго. Samuel Goldwyn не располагала подходящими декорациями, поэтому готовую сценическую площадку «вокзала» арендовали у студии MGM. Это очень известное в Голливуде место, где снимались многие фильмы, например, «Ниночка», «Часы» и другие. По замыслу режиссёра, зритель не знает, как именно Джо и Джерри превращаются в женщин, и публика должна была испытать лёгкий шок. Камера постепенно поднимается от женских ножек на высоких каблуках, и зритель неожиданно видит лица мужчин. Эта часть сцены была достаточно точной цитатой из «Фанфар любви» 1951 года. Затем внимание переключается на Душечку. Сцена не понравилась Монро, так как она считала, что её первое появление в картине должно быть более броским. Уайлдер, демонстрируя внимание к мнению актрисы, переснял эпизод, добавив струю пара, эффектно пугающую героиню Монро.
6 сентября 1958 года съёмочная группа фильма, состоявшая из 175 человек, прибыла в отель «Дель Коронадо» и в нём поселилась. Отель, построенный в викторианском стиле и почти не изменивший свой облик за 70 лет с момента своего открытия, хорошо подходил как готовая декорация. Он находился относительно недалеко от Лос-Анджелеса и предложил приемлемые условия для проживания персонала. При этом отель не прерывал своей обычной работы и продолжал принимать гостей во время съёмок картины.
Съёмки в Coronado начались со сцены на пляже, где герой Кёртиса впервые предстаёт перед Душечкой в облике миллионера Джуниора Шелла. Сцена не давалась актёру, пока Кёртис не нашёл решение: он спародировал британскую манеру речи молодого Кэри Гранта в картине «Филадельфийская история». Монро в начале работы над картиной была ещё в хорошей форме. Эту достаточно сложную сцену с почти сотней строк текста удалось легко снять с первого дубля, и никаких проблем со стороны Монро не возникло.
Одной из наиболее сложных сцен, пришедшихся на вторую часть съёмочного графика — 24 октября — стало свидание на яхте. Джо, ставший мистером Шеллом Джуниором, в первоначальном варианте сценария соблазнял Душечку. Однако, как только Уайлдер получил подтверждение, что в картине будет сниматься Монро, всё переиграл: теперь наоборот, уже Душечка должна была соблазнять нефтяного магната. Тони Кёртису пришлось терпеть 42 дубля, пока Мэрилин наконец не сыграла её так, как было необходимо. По замыслу сценаристов, Душечка, соблазняя Джуниора, ложилась на него сверху. В одном из дублей у Кёртиса возникла физиологическая реакция, и ему стоило немалого труда контролировать себя и сфокусироваться на работе. Хотя дело ограничилось только поцелуями, впоследствии именно эта сцена была оценена цензурой как наиболее рискованная и аморальная во всём фильме.
Сцену, в которой Джерри-Дафна объявляет о своей помолвке с Осгудом Филдингом, никак не удавалось отснять. Над сценой смеялась вся съёмочная группа; не мог сдержаться от смеха и Кёртис. Режиссёр, заметив это, вложил маракасы в руки Джека Леммона и попросил давать паузы между репликами и трясти маракасами. Он решил, что так можно естественным образом дать возможность зрителям расслышать все шутки и получить от них удовольствие. При окончательном монтаже Уайлдер аналогичным образом поступил и со сценой на вокзале: он немного расширил её короткими общими планами для пауз под смех зрителей.
В первых числах ноября съёмки близились к концу, но сценарий картины оставался незаконченным. Съёмочная группа завершала работу над второстепенными эпизодами, а Уайлдер и Даймонд размышляли над финалом. Сцена бегства четвёрки героев на моторной лодке стала последней и в хронологии съёмок. Знаменитая фраза Осгуда Филдинга Nobody’s perfect была придумана давно, но по исходному замыслу не являлась финальной. В первом варианте сценария завершаться всё должно было объятиями Душечки и Джо, исчезающих на дне моторной лодки. Рассматривались и ещё более экзотические варианты концовки (бегство героев в Латинскую Америку). Мэрилин Монро к тому времени была уже в совсем сложном психологическом состоянии, и Уайлдер не хотел затягивать съёмки новыми проблемами с актрисой. Только за неделю до окончания производства, перебирая всю ночь разные варианты, соавторы наконец решили, что последней репликой будет Nobody’s perfect. Кто конкретно это придумал — Уайлдер или Даймонд — соавторы позже так и не смогли вспомнить и указывали друг на друга. Уайлдеру такой вариант не нравился до последнего момента. Лишь только когда сцена была снята, и её отсмотрели в черновом варианте, режиссёр успокоился и начал готовиться к окончательному монтажу.

### Участие Мэрилин Монро в съёмках
Возвращение Монро на съёмочную площадку после долгого перерыва привлекло повышенное внимание публики и СМИ. Репортёры и поклонники постоянно дежурили в районе съёмочной площадки Goldwyn Studios и отеля Coronado. Каждое появление Мэрилин на публике создавало нездоровый ажиотаж. Съёмочный процесс и график работ серьёзно пострадали из-за непростого характера актрисы. Трудности в личной жизни и депрессия накладывали отпечаток на её поведение. Когда съёмочный процесс стартовал, то выяснилось, что Мэрилин беременна. В начале 1958 года у неё уже был выкидыш, и поэтому она старалась быть очень осторожной. С супругом у неё были сложные отношения. Артур Миллер регулярно появлялся на съёмочной площадке и иногда устраивал ей сцены, что также не способствовало созданию рабочей атмосферы.

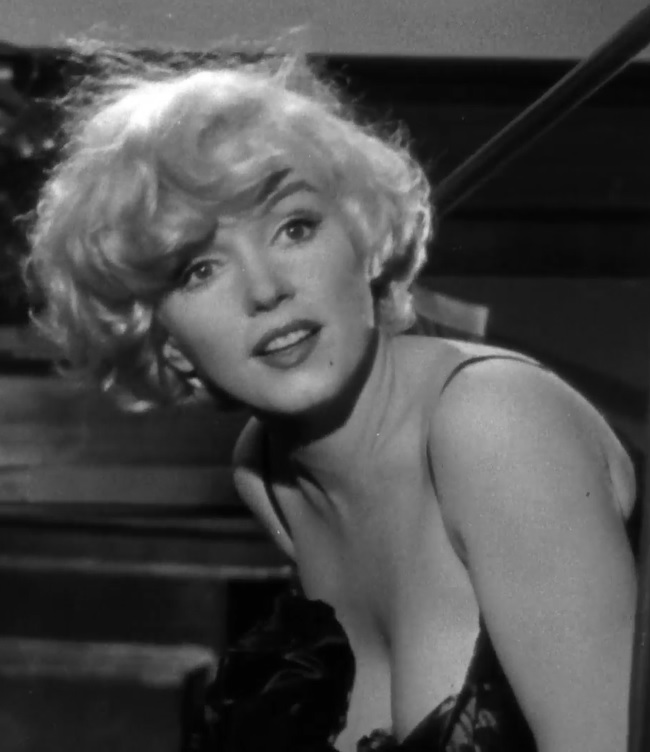
Мэрилин Монро в образе Душечки

В начале съёмок актриса была в нормальной форме, но вскоре, на этапе в отеле Coronado, ситуация изменилась не в лучшую сторону: Монро в последние недели, не особенно скрываясь, позволяла себе употреблять алкоголь прямо возле камеры. У Мэрилин были также серьёзные проблемы со сном, и она не засыпала раньше 4 утра. В результате актриса постоянно опаздывала на съёмки. Уайлдер вспоминал, как однажды она не появилась вовремя, сославшись на то, что забыла адрес киностудии. На съёмочной площадке артистка часто спорила с режиссёром по поводу своей роли, фильма в целом и просила его переснимать неудачные, на её взгляд, сцены. Уайлдер ещё с предыдущей картины знал, что героине было весьма сложно сконцентрироваться перед камерой и запомнить хотя бы одну реплику своего текста. Для удобства режиссёр пытался дробить её сцены на максимально короткие, но и это не помогало. Доходило до того, что реплики записывали на листочки и раскладывали в реквизит, а также писали их мелом на доске, укреплённой над камерой, на манер телесуфлёра. В некоторых сценах (например, эпизод где Душечка разговаривает по телефону из своего номера) можно заметить, как актриса водит глазами, читая текст.
Режиссёра также крайне раздражал и тот факт, что Монро продолжала брать уроки актёрского мастерства и в ходе съёмок. Её преподавателем в то время была Пола Страсберг. Актриса сначала спрашивала её мнение по поводу снятой сцены, и только потом — мнение Уайлдера. В одном из эпизодов, после команды «снято», Уайлдер в бешенстве соскочил со своего места и саркастически выкрикнул в адрес Страсберг: «Ну как тебе сцена, Пола?!». На нервной почве из-за частых размолвок с Монро у режиссёра появились боли в спине, и он не мог нормально спать. Съёмки при этом продолжались, и режиссёр, понимая ухудшающееся состояние актрисы, сдерживался и пытался вести себя с ней как можно деликатнее. Минимальное количество локаций для съёмки картины — вполне осознанный выбор, так как Уайлдер не хотел утомлять Мэрилин постоянными переездами.
Однажды Страсберг обнаружила Монро в тяжёлом состоянии в её гостиничном номере после очередной размолвки с супругом. Врачи диагностировали передозировку снотворного, усугублённую приёмом алкоголя. 15 сентября 1958 года (по другим сведениям, 12 сентября) актрису пришлось экстренно госпитализировать в клинику Cedars of Lebanon Hospital in Hollywood. Из-за этого съёмки были отложены на 15 дней.
Трудности возникали также и у партнёров актрисы. Тони Кёртис рассказывал, что в день, когда снималась наиболее сложная сцена с исполнением песни «I Wanna Be Loved by You» в танцевальном зале, Мэрилин не могли нигде найти. Массовка из 200 статистов в костюмах ждала её почти целый день. Среди съёмочной группы актрису в шутку называли Missing Monroe (отсутствующая Монро). Излишнее потакание капризам звезды разлагающе действовало на съёмочную группу, которая была вынуждена подолгу простаивать. Некоторые актёры были на повременной оплате, и для них задержки в графике были очень выгодны.
Кёртис был очень недоволен тем, что по вине партнёрши ему приходится иногда снимать десятки дублей простой сцены и он не может проявить свои способности сполна. Партнёру приходилось принимать успокоительные препараты, и очередной эпизод он выдерживал только благодаря моральной поддержке Джека Леммона и Джорджа Рафта, не терявших присутствия духа. Леммон же демонстрировал на площадке полное спокойствие и понимание проблем партнёрши. «Может, она и не великая актриса, но отдаётся задаче сполна. Она не встанет к камере, пока не будет абсолютно готова», — говорил он про Мэрилин. Уайлдер просил Кёртиса и Леммона отнестись к ситуации ответственно. Неизвестно, в каком по счёту дубле Мэрилин выдаст необходимый результат, но им самим нужно сыграть хорошо во всех дублях. Кёртис позже вспоминал, как его преследовала навязчивая мысль: «А что, если у Мэрилин наконец получится, но сцена будет провалена из-за него?». При монтаже встала непростая задача по отбору годных материалов из множества дублей. В первых отлично получался Кёртис, но его партнёрша выглядела плохо. Через несколько десятков дублей эффектно смотрелась уже Монро, а её партнёр уставал. Кёртису также приписывали слова о том, что он предпочёл бы скорее целоваться с Гитлером, чем с ней. Реплика вызвала серьёзный резонанс в прессе, и многие годы спустя актёру пришлось объясняться по этому поводу.
В конце октября 1958 года Уайлдер так отзывался о ситуации на съёмках: «Мы в середине полёта, на борту самолёта псих, и у него бомба». Для Уайлдера было характерно снимать с минимальным перерасходом средств, минимальной правкой при редактуре картины и точному следованию сценария. В случае с «В джазе только девушки» всё пошло не так. Задержка графика составила 18 дней (по другим данным — 29 дней), и перерасход бюджета картины составил около 500 тыс. долларов. Окончательный бюджет составил 2 883 848 долларов.

### Монтаж и выпуск в прокат
В марте 1959 года завершился монтаж картины. Первую копию отдали на проверку представителю Американской ассоциации кинокомпаний Джеффри Шурлоку. Здесь особых вопросов не возникло, и эта инстанция подтвердила допуск картины к прокату. Сложности начались уже после проверки католической организацией Национальный легион приличия, в результате которой фильм получил оценку «B» — morally objectionable in part for all («части [фильма] аморальны для всех»). Особые нападки цензоров вызвал эпизод с соблазнением на борту яхты, они предложили вырезать около 30 метров плёнки с данной сценой. Глава легиона, его высокопреподобие монсеньор Томас Литтл, написал в оценке картины:

Материалы картины оцениваются как сильно оскорбительные по отношению к христианским и традиционным нормам морали и нравственности… Тема трансвестизма ведёт к осложнениям и, как нам представляется, в фильме есть явные намёки на гомосексуальность и лесбиянство. Диалоги не только двусмысленные, а откровенно вульгарные.
Нарушения, связанные с переодеванием [в одежду противоположного пола], очевидны.
Оригинальный текст (англ.)
screen material elements that are judged to be seriously offensive to Christian and traditional standards of morality and decency. ... The subject matter of `transvestism' naturally leads to complications; in this film there seemed to us clear inference of homosexuality and lesbianism. The dialogue was not only `double entendre' but outright smut. The offense in costuming was obvious.
— 
Шурлок и Литтл вступили в переписку, и Шурлок доказывал, что фильм из той же категории, что «Тётушка Чарли», напомнив и про классические «Как вам это понравится» и «Двенадцатую ночь». Картину удалось спасти от запрета на прокат, но она вышла без сертификации MPAA. В некоторых городах возникли проблемы, так как комиссия штата не допустила картину в кинотеатры.

Частью рекламной кампании картины стали постеры Сола Басса

В Канзасе прокат задержался на два месяца, а в Мемфисе на сеансы допускали только взрослых. Как отметил журналист «Life» Уильям Зинсер, картина могла бы и вовсе не попасть в широкий прокат, если бы не юмор и иносказание в сценарии. Вмешательство органов цензуры в процесс кинопроизводства уже тогда воспринималось как анахронизм, но с ним всё ещё приходилось считаться. Так, вышедшую в том же 1959 году в прокат картину «К северу через северо-запад», несмотря на большой авторитет Хичкока, под давлением комиссии пришлось значительно сократить.
В декабре 1958 года режиссёр запустил пробную копию картины в одном из кинотеатров Лос-Анджелеса. Результат был обескураживающим… Единственным из зрителей, кто смеялся в зале, был случайно оказавшийся там телеведущий Стив Аллен. После сеанса он поздравил Уайлдера с успехом, но режиссёр всё равно был разочарован и пытался понять, в чём же дело, и оказалось, что картина не имела никакой рекламы и шла в одном сеансе (англ. Double bill) с триллером-драмой. Среди зрителей преобладали семейные пары среднего возраста; аудитория не знала, на что надо ориентироваться, и поэтому решила, что показывают ещё одну драму. Знакомый Уайлдера Джозеф Манкевич, также присутствовавший на сеансе, успокаивал Уайлдера и говорил, что с фильмом всё в порядке. Братья Мириш были крайне обеспокоены и потребовали поработать над монтажом ещё, решив, что 122 минуты — это для комедии слишком много. Тогда Уайлдер убрал одну сцену длительностью около минуты, которая ему всё равно не нравилась, что не могло сколько-нибудь серьёзно сказаться на восприятии фильма. Спустя неделю прошёл ещё один тестовый просмотр, и на этот раз всё оказалось в порядке. Публика, в основном студенческая молодёжь (которую на этот раз заблаговременно предупредили, что будет комедия), прекрасно приняла фильм, и смех в зале не смолкал.
На церемонии вручения Золотого глобуса конкурировали «Бен Гур» и «В джазе только девушки», получив по три премии. Правда, они выступали в разных категориях — «драма» и «комедия». В тот год конкуренция была очень велика, за награды киноакадемии боролись «Анатомия убийства», «К северу через северо-запад», «Четыреста ударов». На 32-й церемонии вручения премий «Оскар» фаворитом киноакадемиков стал «Бен-Гур», собравший 11 статуэток в 12 номинациях. По мнению многих специалистов, комедия Уайлдера в большей мере заслуживала главный приз. В 1960 году академики «вернули» долг Уайлдеру, наградив его «Квартиру» в ведущих номинациях. Джордж Кьюкор высказался: «Вручение Оскара фильму „Квартира“ полностью отражает запоздалое признание индустрией предыдущего фильма Уайлдера „В джазе только девушки“».

### Прокат и сборы
Съёмку для постеров и прочих рекламных материалов по окончании фильма в обычном формате пришлось отменить из-за беременности Мэрилин. Фотографам пришлось изрядно постараться. Фигуру Мэрилин заменила её дублёрша Сандра Уорнер: в фильме она играла Эмили, одну из музыканток оркестра красотки Сью. Изображения на постерах представляют собой результат монтажа из старых фото актрисы. Картина вышла в прокат в США 29 марта 1959 года. Премьера в Нью-Йорке состоялась в кинотеатре Loew's State Theatre. В день премьеры Бродвей был заполонён толпами поклонников Мэрилин Монро, так что движение по улице пришлось приостановить. Актриса приехала на премьеру на пожарной машине. Событие привлекло большое внимание прессы.
Первые две недели прокат картины имел скромные масштабы, но начиная с третьей — начало работать «сарафанное радио», аудитория значительно увеличилась, и продюсеры вздохнули спокойно: успех ленты в прокате уже не вызывал сомнений. Данные по сборам картины противоречивы. В кассовом сезоне 1959 года картина заняла 3-е место, собрав в Северной Америке около 7 млн долларов. В тот год зрители в основном выбирали комедии: лидером стала лента «Тётушка Мейм». Тони Кёртис в мемуарах сообщает, что фильм собрал 7,5 млн долларов в США и 5,25 млн долларов за рубежом. По версии портала TCM общая сумма сборов картины составила 25 млн долларов. Затраты на звёздный ансамбль в условиях выплат процента от кассовых сборов оказались очень высоки, и продюсеры выручили от домашнего проката картины всего около 500 тыс. долларов.

#### В СССР
Вопрос о возможности приобретения фильма для проката в СССР начал обсуждаться на исходе 1963 года, когда 7 декабря председатель Госкино СССР Алексей Романов написал в ЦК КПСС записку следующего содержания.:

«Государственный комитет Совета министров СССР по кинематографии просит разрешение приобрести в США американский художественный фильм „Некоторые предпочитают это в темпе“, производства кинокомпании США „Юнайтед Артистс“. Кинофильм поставлен крупнейшим американским режиссёром Билли Уайлдером с участием известных киноартистов: Мэрилин Монро, Тони Кэртиса и Джека Леммона. В центре сюжета — комические похождения двух бродячих музыкантов. В фильме также показывается связь гангстерской шайки с деловыми кругами (…) Государственный комитет просмотрел фильм с привлечением общественных организаций, писателей и кинематографистов. Фильм положительно оценён всеми участниками просмотра и рекомендован для показа в СССР. Стоимость фильма составит 54 тысячи инвалютных рублей. Оплата за фильм будет произведена в соответствии с импортным планом В/О „Совэкспортфильм“ за 1963 год, утверждённым Советом министров СССР. Проект постановления ЦК КПСС прилагается».

Но приобрести фильм в том году не удалось, и только в мае 1964 года на очередном заседании Секретариата ЦК КПСС Леонид Брежнев дал «добро» на покупку ленты «Совэкспортфильмом». Искусствовед Фёдор Раззаков гадает относительно причин задержки: «То ли кураторов кино от ЦК испугала сумма за фильм (54 тысячи рублей, или 135 тысяч долларов), то ли на пути фильма встал сам Михаил Суслов, который американское кино не любил. В итоге, волокита продолжалась до мая 1964 года. Именно тогда позиции Суслова серьёзно пошатнулись (Хрущёв уже намеревался отправить его в отставку, проча Леонида Ильичёва на его место), и судьба фильма с участием Мэрилин Монро благополучно разрешилась».
В отсутствие Суслова положительное решение было принято секретарями ЦК КПСС Леонидом Брежневым и Александром Шелепиным. В Советском Союзе фильм вышел 22 августа 1966 года под более «невинным» локализованным названием «В джазе только девушки» с некоторыми купюрами (в частности, были вырезаны более половины поцелуев Душечки и Джо, а также сцены и реплики, которые могут быть непонятны советскому зрителю). Аншлаги начались к Новому году. Лента имела очень большой успех: 43,9 млн зрителей всего при 208 фильмокопиях. В двадцатку лидеров советского кинопроката фильм не вошёл, однако, по подсчётам кинокритика Сергея Кудрявцева, среди зарубежных фильмов занимает 32 место (между фильмами «Анжелика — маркиза ангелов» и «Анжелика и король»). Киновед Майя Туровская указывает, что эта лента входит в феномен сверхъярких «звёздных» вспышек советского кинопроката, превосходящих идеологически «правильные» фильмы по параметру «оборот на копию». По её мнению, такой успех актрисы Мерилин Монро свидетельствует, в частности, об острейшем дефиците эротического женского имиджа в советской кинематографии. Это был второй и последний фильм с Мэрилин Монро в советском прокате (после фильма «Всё о Еве», где у Монро была эпизодическая роль).
Фильм дублирован на киностудии им. М. Горького
- Режиссёр дубляжа — Иван Щипанов
- Звукооператор — В. Дмитриев

Роли озвучивали
- Мэрилин Монро — «Душечка» (Дана Ковальчик) — Данута Столярская
- Тони Кёртис — Джо / Джозефина — Феликс Яворский
- Джек Леммон — Джерри / Дафна — Борис Иванов
- Джордж Рафт — Коломбо «Белые Гетры» — Михаил Глузский
- Джо Эванс Браун — Осгуд Филдинг III — Сергей Цейц
- Пат О'Брайен — Маллиган, детектив — Константин Карельских
- Билли Грей — Сиг Полякофф, музыкальный менеджер — Виктор Файнлейб
- Дейв Барри — Байнсток, администратор — Владимир Балашов
- Гарри Уилсон — помощник Коломбо — Яков Беленький
- Барбара Дрю — Нелли — Серафима Холина
- Тито Вуоло — Моццарелла — Ян Янакиев[92][93]

Телеканал ОРТ 8 марта 1999 года перевыпустил вариант дубляжа киностудии Горького, вернув компании «Селена Интернешнл» монтажные вырезанные фрагменты с другим дубляжом (вставленные купюры маркировались анимированными «ножницами» на экране).

## Характеристика

### Построение и символизм
При внешней абсурдности сюжета, фарсовом построении, комедия Уайлдера имеет чётко выстроенную внутреннюю структуру. Популярная ещё со времён эпохи Возрождения комедия положений, связанная с переменой внешности, столкновением полов, костюмированным фарсом, в данном случае построена в основном как пародия на эстетику довоенного кино и парадокс противопоставлений. В картине просматриваются четыре части:
1. Чикаго.
2. Путешествие на поезде.
3. Майами, до появления гангстеров.
4. Майами, после появления гангстеров.

Длительность частей примерно по 30 минут, и каждая имеет собственную драматургию и конфликт. В каждой из частей главные герои близки к разоблачению. В каждой есть столкновение интересов, перемена индивидуальности героев, риск раскрытия героев. Важной пограничной сценой картины является эпизод на вокзале. Из мрачного и холодного Чикаго герои переносятся, уже как женщины, в солнечный Майами. Бегство связано с символической «сменой пола», переходом в женский тёплый мир из опасного холодного мира мужчин.
Первые несколько минут картины построены как своеобразный трибьют немому кино и гангстерскому фильму и содержат все атрибуты жанра нуар: холодные тёмные улицы, погони и перестрелки. В дальнейшем события нередко отсылают зрителя к известным криминальным картинам. В сцене, в которой Коломбо по кличке Белые гетры преграждает дорогу гангстеру, подбрасывающего монету, Коломбо спрашивает его: «Где ты научился этому тупому трюку?» (Where’d you pick up that stupid trick?). Это явный намёк на сцену из «Лица со шрамом», снятого за двадцать семь лет до комедии Уайлдера. Его звездой был Джордж Рафт. Комизма эпизоду добавляет то, что молодого гангстера играет Эдвард Г. Робинсон — младший сын актёра Эдварда Г. Робинсона, игравшего в другом классическом гангстерском фильме «Маленький Цезарь». Персонаж Маленький Бонапарт в исполнении актёра Нехемии Персоффа — отсылка к этому фильму 1931 года. Использованный авторами картины саундтрек из старых музыкальных фильмов и композиций дополняет ретро-настроение фильма.
Вторая половина картины отсылает зрителя к довоенным комедиям братьев Маркс с характерными для них элементами абсурда и невероятных перевоплощений. Создатели в картине часто используют приём быстрого перемещения из одной обстановки или сцены в другую. В сцене на вокзале зритель сразу видит преобразившихся Джо и Джерри, неизвестно как превратившихся в женщин. Этот же приём используется в сцене соблазнения на борту яхты, когда происходит постоянное перемещение места действия с борта яхты (на море) к ресторану (на земле). Другой мотив и символ, объединяющий все части картины, — пролившаяся жидкость. В первой части это пролившийся бензин (сцена в гараже), во второй — пролившееся спиртное (фляжка Душечки в поезде), и наконец в последней — кровь гангстера Коломбо. Каждый раз пролившаяся жидкость предвещает раскрытие секрета героев, но всё счастливо обходится. Джерри-Дафна, приглашая Душечку на «вечеринку» на верхней полке поезда, подчёркивает важность этой метафоры, обыгрывая разные значения слова spill.

### Язык, юмор и социальный контекст

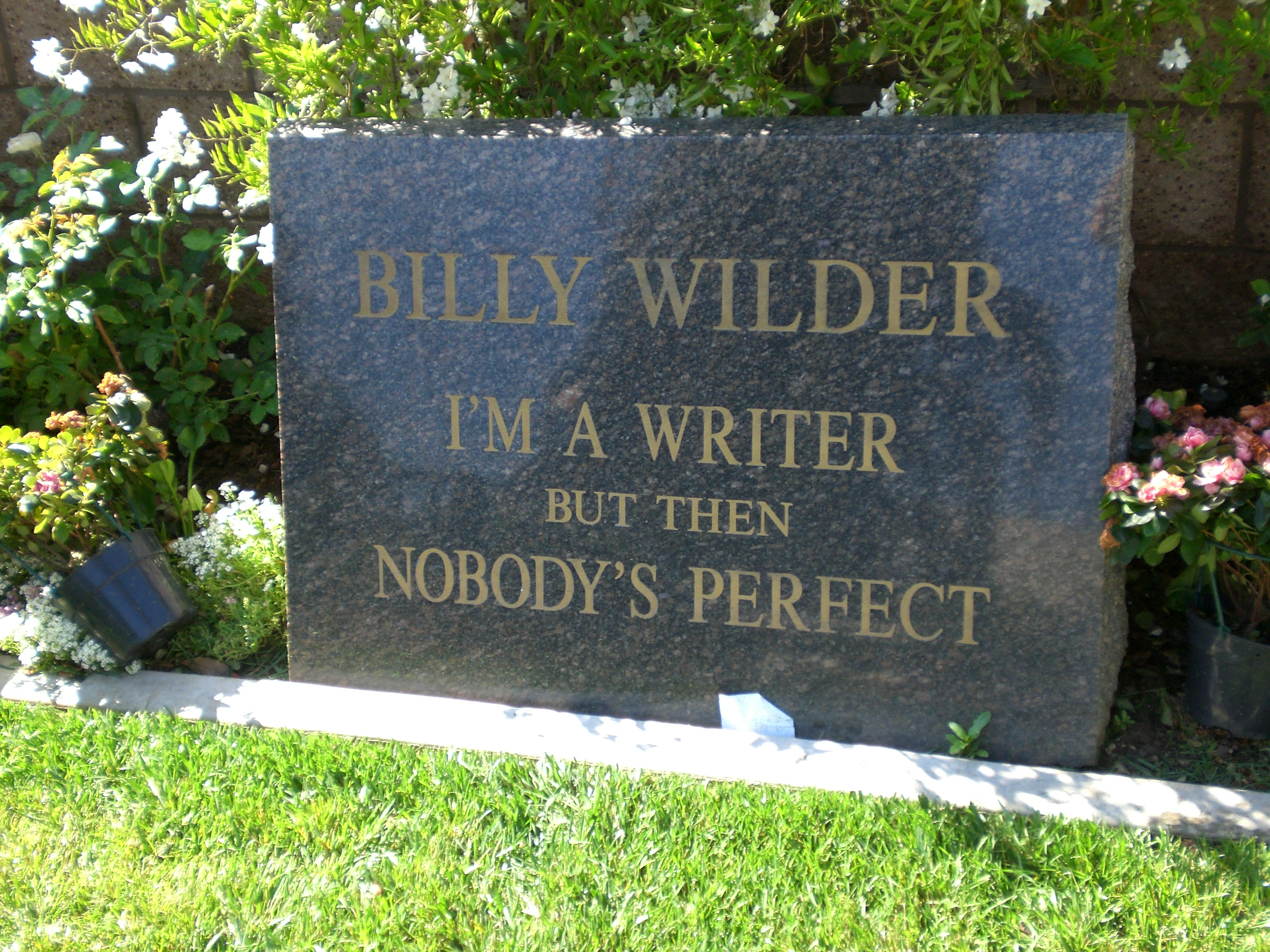
Могила Билли Уайлдера

Комедия, во многом благодаря сценарию и снятая в духе мейнстрима, выделяется из ряда подобных картин, не потеряв актуальности и многие годы спустя. Кинокритик Полин Кейл, назвав картину «очаровательно весёлой», отметила, что она «прошла по краю обрыва двусмысленности». Авторы сценария, продемонстрировав замечательное владение литературным и разговорным языком, вложили в уста героев афористичные реплики и остроумные диалоги. Дух цинизма и лёгкой насмешки над буржуазной масс-культурой, столь характерной для Уайлдера, сопровождает всё действие. Сосуществование нуара, темы насилия и смерти вместе с юмором и оригинальными гэгами затрудняет определение жанровой принадлежности. Картину относили к жанру музыкальной комедии, чёрной комедии и фарса. По мнению исследователей Клингер и Вудворд, текст фильма разрушает границы жанра и подрывает идеологию кино изнутри.
Метафоры начинаются с названия картины. Броскую фразу о тех, кто любит погорячее (имеется в виду музыка), произносит Джо в образе нефтяного магната Шелла в сцене его знакомства с Душечкой: «О!.. Ну, я думаю, что некоторые любят погорячее, но я предпочитаю классическую музыку» (Oh!.. Well, I guess some like it hot. But personally, I prefer classical music). Многозначное английское hot имеет несколько толкований, перекликающихся с посылом фильма. Основной смысл — температура (герои переносятся из холода в жару). Переносный — джаз, горячий секс, горячая новость, опасность). У зрителя картины выстраивается семантическая цепочка ассоциаций, дающая определённый настрой. Персонажей картины по ходу сюжета постоянно бросает в температурные крайности. В начале картины главные герои замерзают в Чикаго. Ближе к концовке Душечка в сцене на борту яхты предлагает застенчивому миллионеру, разгорячившемуся после очередного поцелуя: «Давай подбросим ещё одно полено в огонь» (Lets throw another log on the fire). Последняя фраза картины, также как и название картины, парадоксальна и многозначна. Зрителя, ожидающего совсем другой реакции от персонажа, ждёт неожиданная реплика.
Как и официант, предлагавший детективу выпить кофе в похоронном заведении Моцареллы, Уайлдер использовал схожие уловки в сценарии. Основной причиной для использования эзопова языка стал кодекс Хейса и необходимость обойти цензуру. В те времена на экранах неженатые герои картины в рамках пуританских требований даже не могли разделить одну кровать. Отсюда характерное для данной картины использование реплик без логически законченных утверждений (непропозициональных выражений). Фразы с использованием метафор и игры слов составляют около 25 % реплик героев. Многие выражения героев несут скрытый кросс-гендерный и сексуальный подтекст. Дафна в сцене на вокзале называет себя brand new girl. Эта непереводимая игра слов характеризует то, что девушки (Дафна и Джозефина) только-только «появились на свет» и начали постигать чуждый для них женский мир. Слова Душечки I always get the fuzzy end of the lollipop имеют двойственный смысл, с намёком на оральный секс. Ирония и иносказание позволяют высказать то, что невозможно прямо передать без перехода на вульгарность. Одна из важных подспудных тем картины — скрытые и невысказанные желания героев, которые в связи с временной сменой пола из невозможных стали реальными. Иллюстративен эпизод в поезде, в котором Джерри говорит о том, как мечтал в детстве попасть в кондитерскую лавку.
Реплики героев не просто остроумны. Они работают в картине, заставляют зрителя запоминать их, так как они могут снова проявиться в более позднем эпизоде. В той же сцене у поезда, когда красотка Сью спрашивает у новеньких музыканток об их образовании, Джозефина называет конкретную консерваторию: Sheboygan Conservatory of Music. Позже, когда Душечка пытается произвести впечатление на Шелла Джуниора, она упоминает, что училась в консерватории Sheboygan. Как оператор менял планы, так и сценаристы активно пользовались игрой слов для того, чтобы произвести неожиданное впечатление на зрителя. Вот, например, сцена, в которой Джерри никак не может прийти в себя после обручения с миллионером:
| Jerry: I'm engaged!                         | — | Джерри: Я обручён.                           |
| Joe: Congratulations. Who's the lucky girl? | — | Джо: Поздравляю. Кто эта счастливая девушка? |
| Jerry: I am                                 | — | Джерри: Я.                                   |

Критик из Chicago Reader Дэйв Керр заметил, что комедия цинично играет с запретными темами, но так прямо их и не касается. Творчество Уайлдера и Даймонда оказало значительное влияние на культуру и стилистику сценарного искусства американского кинематографа. Фразы из картины (nobody’s perfect, fuzzy end of the lollipop) устойчиво вошли в современный английский язык.

### Сексуальный подтекст

Сцена свидания на яхте вызвала наибольшие нападки со стороны цензоров

You’ve never laughed more at sex — or a movie about it (Вы никогда так не смеялись над сексом — или фильмом о нём) — фраза из трейлера картины. В фильме американского кинематографа «В джазе только девушки» — один из первых примеров столь открытой эксплуатации темы сексуальности и отклонений от её стандартов. Пересечение и столкновение полов поданы в ярком комедийном ключе и по-новому раскрыли проблему гетеронормативности в обществе. Используя язык иносказаний, создателям картины удалось тактично затронуть табуированные в обществе темы, касающиеся отклонения от сексуальной принадлежности индивидуума. Помещая сюжет фильма на рискованную тему в 1920-е годы, в эпоху до Кода, Уайлдер частично отвёл подозрения блюстителей морали. Язык, близкий к бахтинской концепции средневекового маскарада и гротеска, позволяет без помех и очень глубоко продвинуться в столь рискованную тему. Многое, начиная с фальшивых похорон в начале картины, выглядит как притворство. Даже то, насколько легко герои трансформировались из мужчин в женщин, подчёркивает игровое, карнавальное начало этого действа и облегчает восприятие зрителями ситуации. Картина даже содержит «гомосексуальный» поцелуй между героями, который преподнесён так, что блюстителям морали нелегко придраться. Обнажение в картине передано опосредованным языком, при помощи искусной работы костюмеров и оператора.
Герои не являются и не становятся трансвеститами или дрэг-квинами — стать женщинами их заставили суровые жизненные обстоятельства. Однако по ходу развития сюжета они настолько входят в образ и в этот вымышленный мир, что игра становится жизнью. Классический любовный треугольник в фильме нелогичен, роли в нём постоянно меняются. В паре Джо и Джерри — первый в начале картины явный лидер. При «смене пола» нескладная Дафна вдруг становится потенциально более привлекательной для мужчин и перехватывает инициативу. Ближе к концовке герои неожиданно начинают замечать выгоду от перемены пола. Ещё один парадокс в том, что в мире мужчин музыкантам устроиться не удалось. Их новое место работы — женский джазовый ансамбль — был привлекателен для публики как экзотика и вызов сильному полу. В 1920-е годы ансамбли оставались преимущественно мужскими, а артистки группы красотки Сью, в сущности, исполняли мужские роли. Здесь просматривается пародия на театры шекспировских времён, в которых мужчины были вынуждены играть роль женщин.
Создатели картины пользуются целой серией трюков, которая позволяет отвлечь внимание зрителя от центральных персонажей и их фокуса с переодеванием. Герои подчеркивают, что им вполне комфортно в женском обличии. Джерри настолько вживается в роль женщины, что ему приходится напоминать о том, кто он на самом деле. Образ Мэрилин Монро своей гиперсексуальностью оттягивает внимание на себя и даже несколько «феминизирует» своих партнёров по сцене. Парадоксальность фигуры Душечки ещё и в том, что она являет противоречие «невинной сексуальности». Её героиня словно и не догадывается о том, какое влияние она имеет на мужчин. «А вы пробовали американок?» — ненароком спрашивает Душечка у своего «фригидного» любовника во время свидания на борту яхты. Концовка демонстрирует необходимое восстановление гетеросексуального статус-кво, столь привычного и необходимого зрителю. Однако, с другой стороны, концовка оставляет свободу для толкования и добавляет обаяния картине. Герои наконец возвращаются к мужскому естеству, раскрывают карты, совершая своего рода анти-каминг-аут обратно в гетеросексуальный мир.

Пример эротической сцены без обнажения — соло Мэрилин Монро в композиции «I wanna be loved by you», по выражению Роджера Эберта, гимн сексуальности на экране

Картина предвосхитила теорию гендерного перформатива Джудит Батлер. Её наглядной иллюстрацией является романтическая сюжетная линия, связанная со взаимоотношениями Джо и Душечки. Согласно этой теории, истинная идентичность мужчины или женщины, с точки зрения пола, не вытекает из их телесных, генетических различий. Она определяется, преимущественно, перформативом: последовательностью действий и постижения в культурном контексте. В философском смысле, у гендерной принадлежности есть форма, которую можно сравнить с внешней стороной человека: макияж, одежда, походка. Поведение Джерри-Дафны, которое определяет в ходе развития сюжета сначала как мужчину и затем как женщину, иллюстрирует данный дискурс. Батлер в своей работе высказывает спорную точку зрения о том, что герои в картине вовсе не теряют своё гетеросексуальное начало, а, скорее, наоборот, укрепляют его. Сама природа картины и её сюжета, в котором герои вынужденно надевают женскую одежду для маскировки, оправдывает условную смену пола как условный маскарадный атрибут.
Террел Карвел назвал картину гетеросексуальной антиутопией. Привычные гендерные стереотипы в семиотическом ряду картины рушатся, понятие секса становится сюрреалистичным. Все попытки создания нормальных гетеросексуальных отношений героев обречены на провал, и только после того, как они переходят границу дозволенного, у них начинает что-то складываться. Зрителя мужского пола исподволь влечёт то, что вместе с героями он попадает туда, куда попасть не сможет даже при всём желании: в тайный женский мир, по ту сторону зазеркалья для мужчины.

### Музыка
Композитором картины стал Адольф Дойч, получивший известность как исполнитель ещё в довоенное время и уже имевший опыт совместной работы с Уайлдером. Опытный специалист всегда считал своей задачей сочинителя заставить музыку звучать незаметно и для фильма естественно. Другой персоной, чьё влияние на звуковое сопровождение картины весьма заметно, стал дирижёр и аранжировщик, эксперт по джазу и старый знакомый Уайлдера — Мэтти Малнек.
Адольф Дойч специально для картины написал всего две композиции. Основой для музыкального ряда стали ностальгические темы, исполненные в стиле диксиленда 1920-х. Обращение к истокам джаза было модным для картин сезона 1959—1960 годов (в фильмах «Анатомия убийства», «Интимный разговор»). Дань классике отдают «Sweet Georgia Brown» и «Down Among the Sheltering Palms», сыгранные оркестром красотки Сью. Композитор включил несколько джазовых вокальных номеров "Runnin' Wild, I Wanna Be Loved by You и «I’m through with love» для Мэрилин Монро.

Практически ни один из музыкальных номеров не вставлен в фильм просто для украшения. Они все задействованы в сюжете и дают событиям звуковую иллюстрацию. Труба с сурдиной из композиции «Sugar Blues», сопровождающая движение Душечки по перрону в сцене отправления поезда — отсылка к сценам со стриптизёршами в бурлеске (подобная сцена, например, присутствует в картине «Афера»). Музыкальные номера органично перетекают в действие картины, в частности композиция «Running Wild», та, в которой Душечка, исполняя номер, теряет фляжку со спиртным. Ключевая сцена картины — встреча на яхте — показательна как противопоставление музыкальных стилей. Встреча Душечки и Джуниора Шелла сопровождается спокойной лирической композицией «Park Avenue Fantasy» в исполнении струнных. Композиция была написана Малнеком и Синьорелли ещё в 1935 году. Сцена перемежается переключением на энергичное танго Кумпарсита, сопровождающее танец Осгуда Филдинга и Дафны.
Саундтрек был выпущен в феврале 1959 года подразделением United Artists Records, в виде трёх LP-альбомов, а также сингла с композициями «I wanna be loved by you» и «I’m through with love» в исполнении Мэрилин Монро.
| №   | Название                                             | Текст песни               | Музыка                             | Сцена                           | Длительность |
| --- | ---------------------------------------------------- | ------------------------- | ---------------------------------- | ------------------------------- | ------------ |
| 1.  | «Sugar Blues» (1920)                                 |                           | Clyde McCoy                        | начало заставки                 | 1:30         |
| 2.  | «Runnin' Wild» (1922)                                | Joe Grey and Leo Wood     | A. H. Gibbs                        | заставка и репетиция в поезде   | 1:03         |
| 3.  | «Liebesträume» (1850)                                |                           | Ференц Лист                        | минорный мотив на похоронах     |              |
| 4.  | «Sweet Georgia Brown» (1925)                         |                           | Ben Bernie and Maceo Pinkard       | весёлый мотив на похоронах      | 2:55         |
| 5.  | «Down Among the Sheltering Palms» (1914)             | James Brockman & Leo Wood | Abe Olman                          | прибытие оркестра в отель       | 1:57         |
| 6.  | «By the Beautiful Sea» (1914)                        | Harold Atteridge          | Harry Carroll                      | пляж и купание девушек          | 1:22         |
| 7.  | «Randolph Street Rag» (1958)                         |                           | Adolph Deutsch                     |                                 | 1:26         |
| 8.  | «I Wanna Be Loved by You» (1928)                     | Bert Kalmar               | Herbert Stothart and Harry Ruby    | концерт оркестра красотки Сью   | 2:56         |
| 9.  | «Sweet Sue, Just You» (1928)                         |                           | Victor Young                       | после «I Wanna Be Loved by You» |              |
| 10. | «Park Avenue Fantasy (Stairway to the Stars)» (1935) |                           | Matty Malneck and Frank Signorelli | встреча на яхте Душечки и Шелла | 2:10         |
| 11. | «La Cumparsita» (1916)                               |                           | Gerardo Matos Rodríguez            | танго Осгуда и Дафны            | 2:17         |
| 12. | «Some Like It Hot» (1958)                            |                           | Matty Malneck and I.A.L. Diamond   |                                 | 4:14         |
| 13. | «For He's a Jolly Good Fellow» (1958)                |                           | народная песня                     | звучит на встрече гангстеров    |              |
| 14. | «I'm Thru with Love» (1931)                          | Gus Kahn                  | Matty Malneck and Fud Livingston   | последнее выступление оркестра  | 2:32         |

## Оценка

### Критика
Картина получила высокую оценку сразу после выхода на экраны и, выдержав испытание временем, была признана большинством специалистов вершиной творчества Уайлдера и важной вехой всего комедийного американского кино. Уайлдер работал с Изи Даймондом и до, и после производства фильма, однако ничего подобного «В джазе только девушки» в их совместном творчестве больше не получилось. По преобладающему мнению специалистов, секрет успеха картины был в хорошем сценарии и режиссуре, нестандартном сочетании жанров, подборе актёров и музыкального сопровождения. Журнал Variety выделил работу как несомненно режиссёрскую: в ней с первого кадра узнаваем фирменный почерк. Уайлдер использовал излюбленный приём, опробованный в «Духе Сент-Луиса» и «Бульваре Сансет» — сыграть современную историю в антураже «диких 1920-х», времени свободы нравов и жизни вне закона.
В подражании Уайлдера стилю Бертольта Брехта, с его криминальными сюжетными линиями и критикой капитализма, прослеживаются его европейские корни. Впрочем, обычная в работах режиссёра социальная тема здесь звучит не столь отчётливо. Конфликт между богатыми и бедными стоит за действиями персонажей (героиня Монро, подобно предыдущим картинам, снова ищет жениха-миллионера), но не является определяющим. Обозреватель «The New York Times» А. Х. Вейлер отметил комедию как удивительное сочетание грубого фарса и подлинного комизма. Столкновение полов, цинизм и сатира прозвучали в унисон с замечательными диалогами и репликами персонажей.

Комедия Уайлдера — одна из непреходящих ценностей кино, фильм вдохновения и изысканного мастерства, кино только о сексе, которое делает вид, что оно о преступности и жадности. Он пронизан весёлым цинизмом Уайлдера, так что никто не теряет время на мелодраму, и все себя ведут соответственно дарвиновским примитивным инстинктам. Когда искренние чувства поражают героев, это ослепляет их: Кёртис думает, что хочет только секса, Монро думает, что хочет только денег, и они поражены и обрадованы, когда обнаруживают, что хотят только друг друга.
Оригинальный текст (англ.)Wilder's 1959 comedy is one of the enduring treasures of the movies, a film of inspiration and meticulous craft, a movie that's about nothing but sex and yet pretends it's about crime and greed. It is underwired with Wilder's cheerful cynicism, so that no time is lost to soppiness and everyone behaves according to basic Darwinian drives. When sincere emotion strikes these characters, it blindsides them: Curtis thinks he wants only sex, Monroe thinks she wants only money, and they are as astonished as delighted to find they want only each other.
— Роджер Эберт

Коломбо «Белые гетры» (Джордж Рафт). Стилизация под 1920-е годы — важный элемент визуальной составляющей картины

Трюк с переодеванием и перевоплощением, положенный в основу сюжета, известен своей эпатажностью с античных времён. Отрицательные отзывы в основном касались вторичности сюжета и крайне вольного для того времени взгляда на мораль. Журнал Time в весьма сдержанной рецензии сравнил сюжет фильма с заурядной комедией с бросанием друг в друга тортами, в худших традициях кинематографа начала XX века. Писатель Дэн Шнайдер среди недостатков отметил неправдоподобность сюжета, мимо которой пройти нельзя. Мужчин в женском обличье распознают только тогда, когда это оказывается нужно по сценарию, и в этом основная натяжка, и не спасают никакие уловки. Los Angeles Times озаглавила свою рецензию «Некоторые любят погорячее, но не настолько», где критик усомнился в «подлинной чистоте» юмора картины, намекая на проблемы с нравственностью героев. Отдельные нападки на мораль в картине имели место ещё долгие годы после выхода картины на экраны. Критик Джудит Крист заявляла:

Именно с фильма «В джазе только девушки» начинает проявляться разврат… начинаешь замечать, что в каждой грубой и/или пошлой маскарадной шутке заключена ещё одна: с озабоченностью трансвестизма, или понятная только геям, или развратный анекдот. Вот она, та похоть, извращение, сексуальная болезнь, которой одержимы герои и сюжеты наших фильмов
Оригинальный текст (англ.)
It is in Some Like It Hot, made in 1959, that the smut starts to show… you start to notice that for every raucous and/or ribald masquerade joke there is another that involves a transvestite leer, a homosexual ‘in’ joke or a perverse gag. Here is the prurience, the perversion, the sexual sickness that is obsessing the characters and plots of our films— 
Впрочем, даже официальные цензоры очень высоко отозвались о том, что комедия, будучи фильмом «для взрослых», создана с исключительным вкусом. Вольно обращаясь с моралью и играя жанрами, Уайлдер тем не менее снял мейнстрим-картину, ориентированную на массового зрителя: то, что он всегда умел. Вызов вкусам был облечён в рамки очень чёткого внутреннего построения и точного управления вниманием зрителя. Собственно, сам замысел таков, что «температура» в картине не снижается до самого финала: героям постоянно угрожает риск разоблачения. Примерно двухчасовая картина снята так, что в ней нет проходных сцен. Чёрно-белая гамма и лёгкая стилизация картины под эстетику немого кино даёт скупой набор визуальных средств, где на первый план выходят диалоги, музыка и движение. Внутренне интригой движет сексуальный подтекст, связанный с противопоставлением гомо- и гетеросексуального начала в героях. Оказывается, что пропасть, разделяющая мужской и женский пол, не так широка. Сцена под занавес словно возвращает зрителей к реальности из фарса и маскарада, придавая законченное звучание драматургии картины. Уайлдер спустя многие годы так комментировал концовку:

Люди спрашивают меня о том, что могло произойти в фильме после финальной реплики Джо Э. Брауна «У всех свои недостатки»? Американская публика была не готова к этому в 1959. Я иногда жалел, что не сохранил идею фильма «В джазе только девушки» на будущее и не реализовал её позже. Двое парней, переодевающиеся в девушек — очень смелая тема для того времени. Лет через десять мы могли бы быть и посмелее. Но картина была слишком успешна, чтобы пытаться её повторить. Я рад, что я её сделал и как именно я её сделал.
Оригинальный текст (англ.) What happens after Joe E. Brown says, 'Nobody's perfect'?" Wilder said. "People ask me that. The American public wasn't ready for that in 1959. "Some Like It Hot" is a picture I sometimes wish I had saved and made later. It was a daring theme for its time, two boys dressing up as girls. Ten years later, we could have been bolder. But the picture was too successful for me to do the subject again. And I'm glad I did it, just the way I did.
— 

### Актёрская игра
Большинство критиков отметило актёрскую игру главных и второстепенных персонажей в качестве одного из основных источников успеха фильма. Намного позже выхода ленты на экраны Уайлдер заметил, что замысел и сценарий картины оказались настолько хороши, что звезды были не особенно нужны. Впрочем, акцент на участие в картине секс-символа поколения сделал своё дело. Публика шла посмотреть на Монро. После выхода на экраны «В джазе только девушки» актриса, наконец, получила то, о чём так мечтала — полноценные критические отзывы о ней как о комедийной актрисе. Исполнительское мастерство, перевоплощение, техника никогда не были сильной стороной Мэрилин Монро. Её преимущество было в способности притягивать к себе внимание, что выглядело как её врожденное качество. Во многом благодаря Мэрилин Монро и удалось передать подтекст картины, связанный со столкновением полов. Подкупающее сочетание незащищённости и сексуальности — то, за что и любили актрису режиссёры. Соло Монро в сцене с песней «I Wanna Be Loved by You» Роджер Эберт назвал гимном сексуальности на экране. Стэнли Кауфман отметил, что голливудские актрисы (такие как, например, Джейн Мэнсфилд) слишком серьёзно относились к своей привлекательности. Между тем для Монро она — естественная и неотъемлемая черта. Впрочем, журнал Time в рецензии не прошёл мимо того, что в ранних картинах Монро была в заметно лучшей форме, чем в комедии 1959 года. Дэн Шнайдер достаточно резко отозвался об исполнительском мастерстве актрисы, противопоставив Монро её европейскую соперницу — Брижит Бардо — как более привлекательный выбор, если француженка могла бы сыграть у Уайлдера.
Джо — Джерри — Душечка составили характерный для фильмов Уайлдера треугольник героев. В свою очередь, Леммон и Кёртис — классическая экранная комедийная пара в духе Джерри Льюиса и Дина Мартина: герой-любовник и комичный недотёпа. В данном случае им пришлось разрабатывать и вторую сторону образа и каждому найти свой подход к перевоплощению в женщину. Неловкая и бойкая Дафна. Пытающаяся выглядеть строго, но женственно Джозефина. Критик Ричард Армстронг выделил актёрскую игру Джека Леммона из всего исполнительского ряда. Если все остальные персонажи играли пародию на образы из фильмов 1920-х, то из ключевых персонажей один только Леммон нашёл собственный и совершенно оригинальный подход. Его работа — это сочетание драматического и комедийного дара, ставшая одной из лучших в его карьере. Полин Кейл назвала игру Леммона «демонически смешной». Кёртис, который в паре выглядит несколько скромнее по своим возможностям, благодаря партнёру поднялся над своим уровнем. В картине точно подобраны актёры второго плана, ни один из которых не портит впечатление. Впрочем, практически все важные второстепенные персонажи — Рафт, О’Брайен, Браун, Персофф и другие — играли в картине пародию на самих себя, и поэтому их задача была не столь сложна.

### Значение и признание
Картина, снятая в эпоху перемен, стала событием и культурным феноменом, повлиявшим на эстетику комедийного кино и кинематографа в целом. Успех комедии не был случайным, а стал предметом точного расчёта. На её примере начал отрабатываться новый подход, ставший в условиях независимого продюсирования впоследствии стандартным для кинематографа США:
- подбор персонала конкретно под проект и под сценарий
- оплата звёзд процентом от проката
- выбор проверенной темы для будущего фильма (на другом рынке или в другом жанре)
- оптимизация производственного процесса с минимальным количеством мест съёмок
- ориентация картины на определённую целевую аудиторию
- смешение жанров и затрагивание скандальных тем (гомосексуальность, трансвестизм и так далее)
- подход к картине как к потенциальной франшизе.

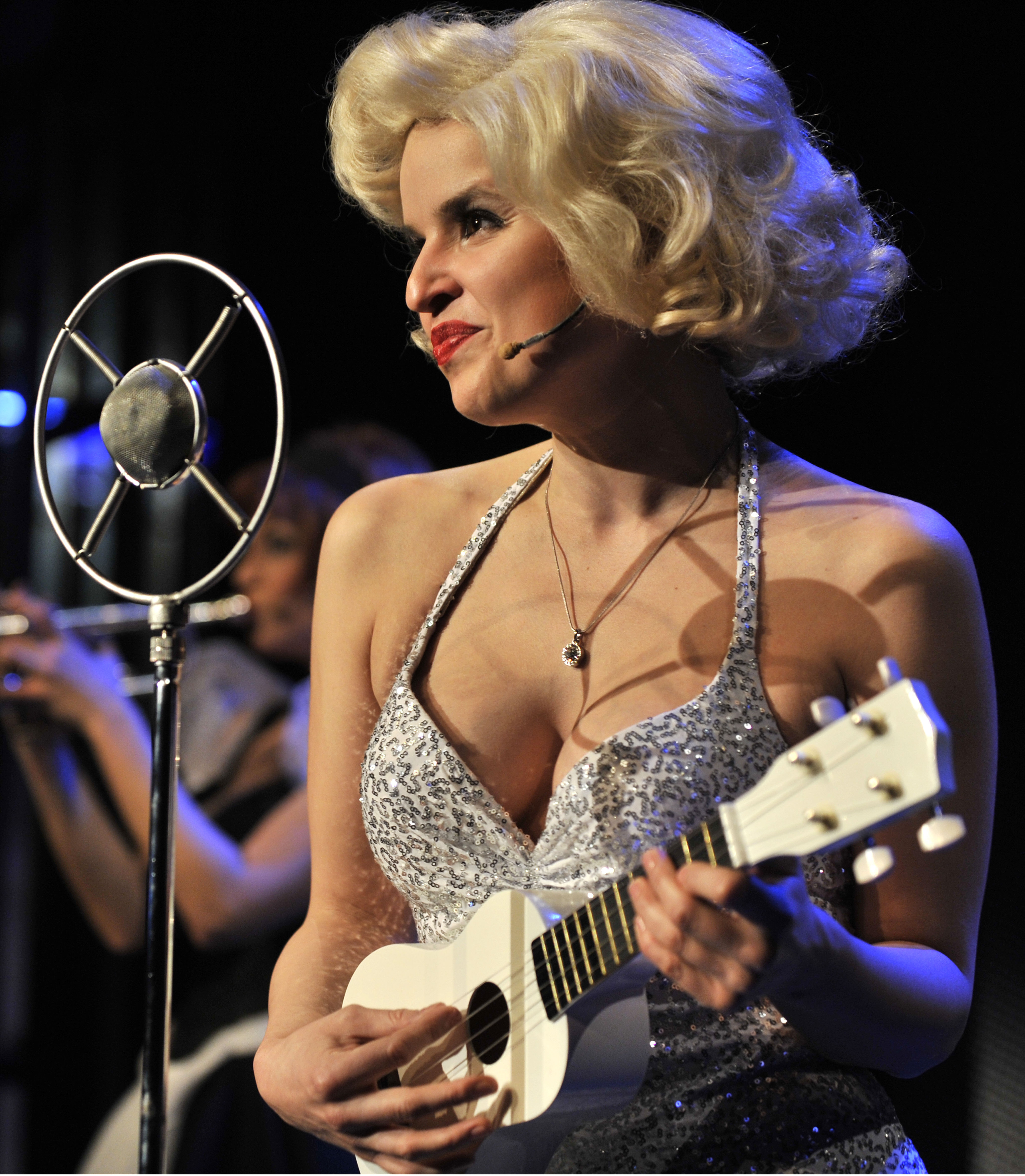
Мюзикл «Some like it hot» в постановке муниципального театра в Брно

Прежде всего, создатели ориентировались на эпатажную тему, которая показала хорошие результаты на примере рынка другой страны (Германия) и при этом на грани рискованности, которая была допустима в обществе в то время. Картина Уайлдера не получила одобрения в рамках Кодекса Хейса и всё равно вышла на экраны (в титрах отсутствовал обычный логотип MPAA): лишнее свидетельство того, что кодекс де-факто устарел. Такие картины, как «Внезапно, прошлым летом», «К северу через северо-запад» и «В джазе только девушки» стали провозвестниками нового взгляда на запрещённые темы и грядущей отмены цензурных ограничений в середине 1960-х годов.
Сюжет иностранного фильма был не просто адаптирован, но адаптирован к жанрам, близким американской аудитории: мюзиклу и гангстерскому фильму. Статистические исследования 1957 года показали, что 72 % американской киноаудитории — это зрители в возрасте до 30 лет, и именно на молодёжь ориентировалась съёмочная группа. Важной составляющей стало продвижение картины на рынок. Создатели пытались придать образу картины неповторимость и узнаваемость. Так, в рамках маркетинговой кампании для дизайна заставки фильма и постеров картины был привлечён известный специалист по графическому дизайну Сол Басс. Продюсеры заранее имели в виду, что картина в случае успеха может положить начало медиафраншизе. В 1959 году были выпущены альбомы с саундтреком к фильму в исполнении Монро и Леммона. Телеканал NBC приобрёл права на спин-офф картины. В 1961 году начались съёмки одноимённого сериала, в котором в камео-ролях в пилотном эпизоде снялись Кёртис и Леммон. Роль Душечки сыграла Тина Луиз. Тем не менее пилот, получив плохие отзывы, до эфира не дошёл.
Подход, использованный при работе над фильмом «В джазе только девушки», был в дальнейшем успешно использован и в других известных картинах продюсерской компании братьев Мириш: «Великолепная семёрка», «Вестсайдская история» и в целом во всей индустрии. Для Леммона и Кёртиса картина стала пропуском на самый верх голливудской иерархии. Комедия положила начало целой серии совместных успешных работ Уайлдера, Даймонда и Леммона: «Квартира», «Нежная Ирма», «Азарт удачи». Их творчество стало примером одного из наиболее продолжительных творческих союзов в истории Голливуда. Мэрилин картину «В джазе только девушки» не любила и вспоминала о работе над ней без удовольствия. После окончания съёмок, 16 декабря 1958 года, у Монро случился выкидыш, и детей она не имела.
Граучо Маркс и Пол Верховен называли фильм своей любимой комедией. Картина неоднократно включалась в списки лучших из лучших. Ричард Корлисс в 2005 году включил «В джазе только девушки» в список 100 лучших фильмов (1923—2005) по версии журнала Time. Первые два места в списке сотни самых смешных фильмов 2000 года по версии AFI заняли «В джазе только девушки» и «Тутси». Фильм «В джазе только девушки» также вошёл в другие списки AFI: 100 лучших американских фильмов (и в первоначальный список, и в обновлённый) и 100 известных цитат из американских фильмов (финальная реплика «У каждого свои недостатки»). Комедия Уайлдера в значительной мере повлияла на традицию в сложившемся поджанре картин, связанных с имперсонацией и переодеванием (cross-dressing). Среди них можно отметить такие работы как «Виктор/Виктория» (также адаптация более раннего немецкого фильма), «Йентл», «Миссис Даутфайр», «В шоу только девушки» и другие. В 1972 году по мотивам картины на Бродвее был инсценирован мюзикл «Sugar», который шёл до июня 1973 года. В 2001 году мюзикл был восстановлен на сцене с одноимённым названием «Some like it hot», а Тони Кёртис сыграл в нём роль Осгуда Филдинга. Мюзикл приобрёл популярность и был поставлен во многих странах мира.

### Награды и номинации
| Награда                                                  | Кому присуждена                 |
| 1960 Лауреат: премия «Оскар»                             | 1960 Лауреат: премия «Оскар»    |
| -------------------------------------------------------- | ------------------------------- |
| Лучший дизайн костюмов                                   | Орри-Келли                      |
| Номинация:                                               |                                 |
| Лучшая мужская роль                                      | Джек Леммон                     |
| Лучшая работа художника-постановщика (чёрно-белый фильм) | Тед Хейворт, Эдвард Дж. Бойл    |
| Лучшая работа оператора (чёрно-белый фильм)              | Чарльз Лэнг                     |
| Лучшая режиссура                                         | Билли Уайлдер                   |
| Лучший адаптированный сценарий                           | И. А. Л. Даймонд, Билли Уайлдер |
| 1960 Лауреат: премия BAFTA                               |                                 |
| Лучший зарубежный актёр                                  | Джек Леммон                     |
| Номинация:                                               |                                 |
| Лучший фильм                                             | Билли Уайлдер                   |
| 1960 Лауреат: премия «Золотой глобус»                    |                                 |
| Лучший фильм (комедия)                                   | Билли Уайлдер                   |
| Лучший актёр комедии                                     | Джек Леммон                     |
| Лучшая актриса комедии                                   | Мэрилин Монро                   |

| Награда                                                    | Кому присуждена                                            |
| 1959 Лауреат: премия Национального совета кинокритиков США | 1959 Лауреат: премия Национального совета кинокритиков США |
| ---------------------------------------------------------- | ---------------------------------------------------------- |
| Top Ten Award                                              |                                                            |
| 1960 Лауреат: премия Гильдии сценаристов США               |                                                            |
| Лучшая комедия                                             | И. А. Л. Даймонд, Билли Уайлдер                            |
| 2000 Лауреат: премия Гильдии продюсеров Америки            |                                                            |
| Зал славы гильдии                                          | Билли Уайлдер                                              |
| 1960 номинация на премию Гильдии режиссёров Америки        |                                                            |
| Лучшая режиссёрская работа                                 | Билли Уайлдер                                              |
| 1959 номинация: премия Грэмми                              |                                                            |
| Лучший саундтрек и подбор исполнителей в фильме            |                                                            |

Информация по премиям и номинациям представлена по данным сайта imdb.com.

### Переиздания
Издание картины в VHS было осуществлено в 1983 году, в формате LaserDisc — в 1989 году. Первое издание на DVD было подготовлено компанией MGM DVD в 2001 году. В нём был осуществлён перенос с плёнки без цифровой обработки исходного формата, что неблагоприятно сказалось на качестве изображения. Формат цифровой копии фильма — 1,66:1, хотя формат, с которым фильм шёл в прокате — 1,85:1. В 2006 году было осуществлено издание на BR носителе, в связи с этим материал был подвергнут ремастерингу. Комплект дополнительных материалов практически копирует вариант 2001 года. Качество изображения и цифрового трансфера в формат 1080p/AVC специалистами было в целом признано хорошим, только в сцене расстрела в гараже можно заметить некоторое ухудшение качества. Одна вырезанная из картины при окончательном монтаже сцена (эпизод в поезде, 1 минута) не сохранилась, и её можно увидеть только в виде отдельных кадров.
Диск дополнительных материалов содержит обширную коллекцию документальных фильмов, интервью с создателями, сохранившиеся фрагменты цветных съёмок во время производства фильма. Короткие интервью с Уайлдером и Даймондом были записаны в 1984 году, когда отмечали 25-летний юбилей картины. Можно услышать истории, ставшие апокрифическими в Голливуде. Из материалов можно выделить 30-минутную беседу Тони Кёртиса с Леонардом Малтином «Nostalgic Look Back» («Ностальгический взгляд»), состоявшуюся в 2001 году в историческом кафе Formosa, в котором любили отдыхать члены съёмочной группы фильма. Среди дополнительных материалов — много повторяющейся информации, рассказы людей, имеющих отдалённое отношение к фильму, и очень мало кадров с участием Джека Леммона и Билли Уайлдера.